# Silvicultură în Siria

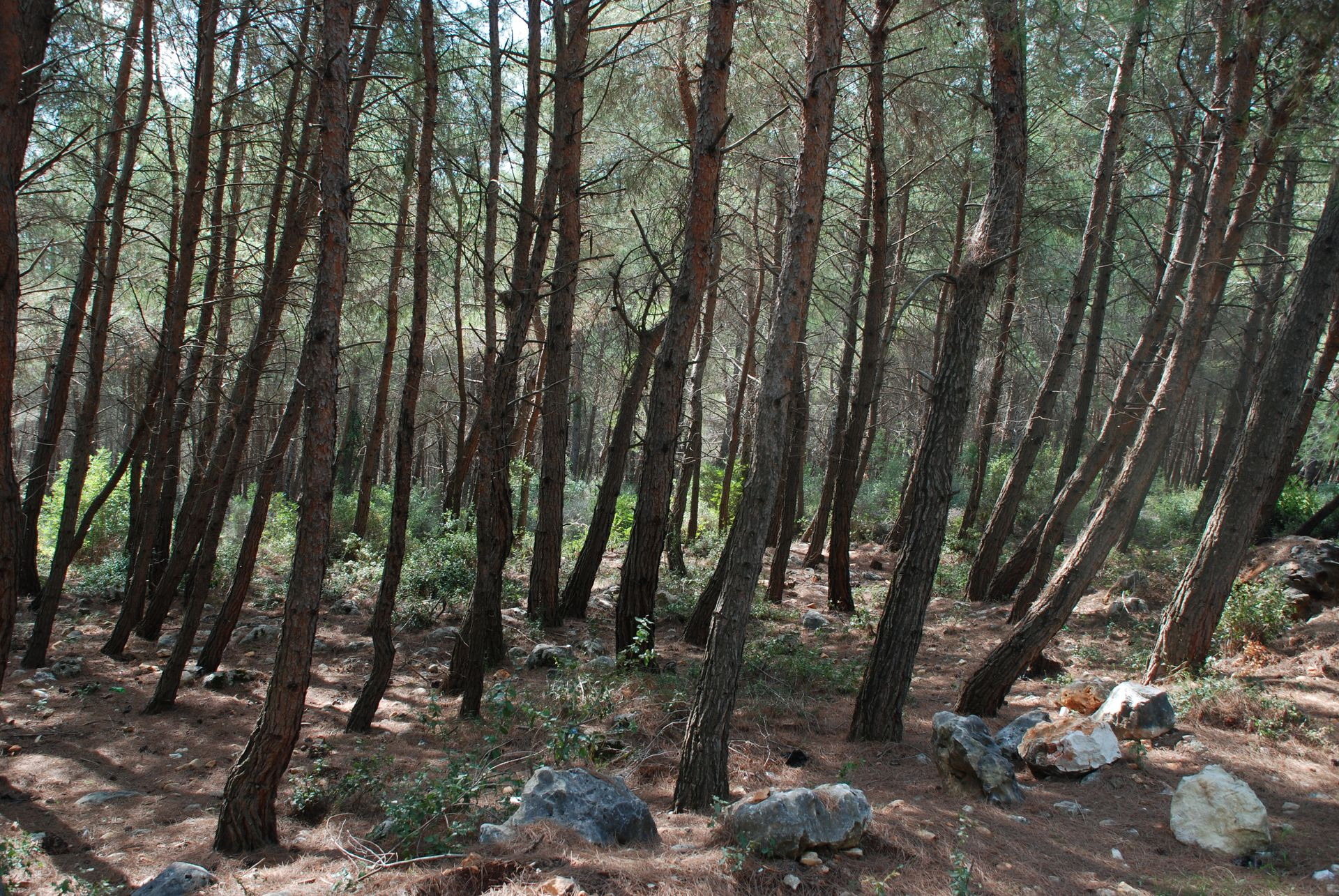
Pădure de Pinus brutia în munții al-Ansariyah

Resursele forestiere din Siria au nevoie de studiu și conservare. Suprafața împădurită a țării este de aproximativ 190.000 de hectare (1,0 la sută) sau 450.000 de hectare (2,4 la sută). 
Principalii arbori ai pădurilor sunt Pinus brutia, pinul turcesc; Abies cilicica, bradul cilician; Cedrus libani, cedrul Libanului; Cupressus sempervirens, chiparosul mediteranean; Pinus halepensis, pinul din Alep; Quercus coccifera, stejarul kermes; Quercus calliprinos, stejarul palestinian; Quercus cerris sp. pseudocerris, stejarul de curcan; Quercus infectoria; și Castanea sativa,castanul comun.